# Byaba Kaval, Alur
Byaba Kaval là một làng thuộc tehsil Alur, huyện Hassan, bang Karnataka, Ấn Độ.